# روبرت ميلز
روبرت ميلز (بالإنجليزية: Robert Mills)‏ (12 أغسطس 1781 في كارولاينا الجنوبية - 3 مارس 1855 في واشنطن دي سي) معماري ومهندس أمريكي. صمم نصب واشنطن التذكاري في واشنطن العاصمة، وكان أطول نصب في العالم. صمم روبرت أكثر من 50 مبنى مهما من بينها مبنى البريد الأمريكي ومبنى الخزانة وإدارة البراءات في واشنطن أيضا، إلى جانب عدد من مباني الجمارك والمحاكم في الولايات المتحدة الأمريكية. أما أعماله غير الحكومية فكانت تضم الكنائس والبيوت.

## روابط خارجية
- روبرت ميلز على موقع الموسوعة البريطانية (الإنجليزية)
- روبرت ميلز على موقع إن إن دي بي (الإنجليزية)